# Morti il 26 gennaio
| Questa pagina contiene informazioni ricavate automaticamente dalle voci biografiche con l'ausilio del template Bio e di un bot. L'aggiornamento è periodico e automatico e ricostruisce completamente la pagina. Se manca una persona in questa lista, sei pregato di non aggiungerla, ma accertati piuttosto che la sua voce biografica contenga il template Bio e che i dati anagrafici siano correttamente compilati. Se il template Bio manca, inseriscilo tu stesso o, in alternativa, metti l'avviso {{tmp\|Bio}} che ne segnala la mancanza. Se i dati riportati sono sbagliati, correggi direttamente la voce biografica; le modifiche saranno visibili in questa lista entro pochi giorni. Per chiarimenti vedi il progetto biografie. La lista contiene solo le 518 persone che sono citate nell'enciclopedia e per le quali è stato implementato correttamente il template Bio. Pagina aggiornata al 17 ago 2025. |

## V secolo(3)
- 404 - Paola Romana, santa romana (n. 347)
- 457 - Marciano, imperatore romano
- 488 - Ditario, vescovo italiano

## X secolo(2)
- 946 - Eadgyth, nobile britannica (n. 910)
- 976 - Bruno di Verden, vescovo tedesco (n. 920)

## XI secolo(3)
- 1057 - Lesceline de Turqueville, contessa francese (n. 986)
- 1071 - Adelaide di Eilenburg, nobile tedesca
- 1080 - Amedeo II di Savoia, nobile

## XII secolo(2)
- 1108 - Alberico di Cîteaux, abate francese
- 1143 - Ali ibn Yusuf, sultano

## XIV secolo(2)
- 1325 - Cecchino della Scala, militare italiano
- 1390 - Giacomo Tolomei, vescovo cattolico italiano

## XV secolo(1)
- 1410 - Bartolo di Fredi, pittore italiano

## XVI secolo(5)
- 1567 - Nicholas Wotton, ambasciatore inglese (n. 1497)
- 1568 - Catherine Grey, nobile britannica (n. 1540)
- 1582 - Thomas Platter, scrittore svizzero (n. 1499)
- 1586 - Cunegonda Jakobäa del Palatinato-Simmern, nobildonna tedesca (n. 1556)
- 1600 - Lorenzo Priuli, politico, cardinale e patriarca cattolico italiano (n. 1538)

## XVII secolo(16)
- 1607 - Annibale Gagini, orafo e scultore italiano
- 1618 - Orlando Carlo de' Rossi, militare italiano (n. 1575)
- 1622 - Khusrau Mirza, principe indiano (n. 1587)
- 1630 - Henry Briggs, matematico britannico (n. 1561)
- 1631 - Ludovico Federico di Württemberg-Mömpelgard, nobile tedesco (n. 1586)
- 1636 - Jean Hotman, diplomatico francese (n. 1552)
- 1640 - Gasparo Mola, medaglista, orafo e scultore italiano (n. 1571)
- 1640 - Enrico Matteo von Thurn-Valsassina, generale ceco (n. 1567)
- 1641 - Lawrence Hyde, avvocato e politico inglese (n. 1562)
- 1642 - Johann Matthäus Meyfart, teologo e educatore tedesco (n. 1590)
- 1656 - Nicolas Chaperon, pittore e incisore francese (n. 1612)
- 1662 - Marco Marazzoli, compositore, cantore e musicista italiano
- 1664 - Carlo Maranta, vescovo cattolico italiano (n. 1583)
- 1673 - Jérôme Lalemant, gesuita francese (n. 1595)
- 1675 - Domenico II Contarini, doge (n. 1585)
- 1697 - Georg Mohr, matematico danese (n. 1640)

## XVIII secolo(32)
- 1704 - Rodolfo Augusto di Brunswick-Lüneburg, duca tedesco (n. 1627)
- 1707 - Giberto da Correggio di Maurizio, nobile italiano (n. 1653)
- 1711 - Luis Francisco de la Cerda y Aragón, nobile e politico spagnolo (n. 1660)
- 1721 - Pierre-Daniel Huet, filosofo, storico e teologo francese (n. 1630)
- 1725 - Sulkhan-Saba Orbeliani, scrittore e politico georgiano (n. 1658)
- 1730 - Gianfrancesco Barbarigo, cardinale e vescovo cattolico italiano (n. 1658)
- 1734 - Alessandro Falconieri, cardinale italiano (n. 1657)
- 1734 - Alexander Hermann von Wartensleben, generale prussiano (n. 1650)
- 1740 - Giuseppe Maria Casotti, archivista e storico italiano (n. 1679)
- 1744 - Ludwig Andreas von Khevenhüller, generale austriaco (n. 1683)
- 1747 - Willem van Mieris, pittore olandese (n. 1662)
- 1749 - Hercule Mériadec de Rohan-Soubise, nobile francese (n. 1669)
- 1751 - Charles Dieupart, clavicembalista, violinista e musicista francese (n. 1676)
- 1751 - Hermann Carl von Ogilvy, generale e politico boemo (n. 1679)
- 1752 - Jean-François de Troy, pittore francese (n. 1679)
- 1753 - Caetano da Costa, vescovo cattolico portoghese (n. 1681)
- 1757 - René-Louis de Voyer de Paulmy d'Argenson, scrittore francese (n. 1694)
- 1761 - Charles Louis Auguste Fouquet de Belle-Isle, generale e diplomatico francese (n. 1684)
- 1771 - Giovanni Battista Negrone, doge (n. 1714)
- 1771 - Sydney Parkinson, naturalista e illustratore scozzese (n. 1745)
- 1775 - Domingo de Bonechea, esploratore spagnolo (n. 1713)
- 1775 - Johann Gregorius Höroldt, pittore tedesco (n. 1696)
- 1775 - Shuja' al-Dawla, politico indiano (n. 1732)
- 1777 - Prokop Adalbert Czernin von und zu Chudenitz, nobile boemo (n. 1726)
- 1779 - Thomas Hudson, pittore inglese (n. 1701)
- 1781 - Antonio Vendettini, storico italiano (n. 1704)
- 1782 - Johann Wilhelm Becker, pittore, incisore e litografo tedesco (n. 1744)
- 1782 - John Campbell, III conte di Breadalbane e Holland, politico e diplomatico scozzese (n. 1696)
- 1786 - Hans Joachim von Zieten, generale prussiano (n. 1699)
- 1794 - Henry Herbert, X conte di Pembroke, nobile e generale inglese (n. 1734)
- 1795 - Johann Christoph Friedrich Bach, compositore tedesco (n. 1732)
- 1799 - Carlo Rezzonico, cardinale italiano (n. 1724)

## XIX secolo(73)
- 1803 - Georg von Pasterwitz, musicista e insegnante austriaco (n. 1730)
- 1804 - Pio Fantoni, ingegnere italiano (n. 1721)
- 1804 - Giuseppe Pronio, generale italiano (n. 1760)
- 1804 - José Nicolás de Azara, diplomatico, mecenate e collezionista d'arte spagnolo (n. 1730)
- 1809 - Francesco Puccinelli, scienziato italiano (n. 1741)
- 1810 - Joseph-Aignan Sigaud de Lafond, fisico francese (n. 1730)
- 1811 - Johann Thomas Ludwig Wehrs, teologo tedesco (n. 1751)
- 1823 - Edward Jenner, medico e naturalista britannico (n. 1749)
- 1824 - Théodore Géricault, pittore francese (n. 1791)
- 1825 - Giuseppe Fenaroli Avogadro, politico italiano (n. 1760)
- 1825 - Alexander Tilloch, giornalista e inventore britannico (n. 1759)
- 1826 - Victor-Jean Nicolle, pittore francese (n. 1754)
- 1828 - Caroline Lamb, nobildonna e scrittrice britannica (n. 1785)
- 1829 - Anuvong, sovrano laotiano (n. 1767)
- 1830 - Giuseppe Sisco, chirurgo italiano (n. 1748)
- 1832 - Alexander Cochrane, ammiraglio scozzese (n. 1758)
- 1835 - Ignazio Thaon di Revel, nobile e militare italiano (n. 1760)
- 1839 - Giulio Renato Litta, ammiraglio e nobile italiano (n. 1763)
- 1842 - Pietro Gay di Quarti, nobile italiano (n. 1768)
- 1846 - Henri du Boishamon, ufficiale francese (n. 1776)
- 1846 - Ildefonso Díez de Rivera, politico spagnolo (n. 1777)
- 1851 - Vitale Rosi, pedagogista e insegnante italiano (n. 1782)
- 1853 - Johann Dössekel, avvocato, giudice e politico svizzero (n. 1789)
- 1853 - Johann Nepomuk Schödlberger, pittore austriaco (n. 1779)
- 1854 - Luigi Maria Parisio, arcivescovo cattolico italiano (n. 1783)
- 1855 - Gérard de Nerval, poeta e scrittore francese (n. 1808)
- 1860 - Luigi Rossi, politico italiano (n. 1795)
- 1860 - Wilhelmine Schröder-Devrient, soprano tedesco (n. 1804)
- 1861 - Jean-François Barthès, gesuita francese (n. 1790)
- 1865 - William Sharp Macleay, entomologo inglese (n. 1792)
- 1867 - Sarah Fane, nobildonna inglese (n. 1785)
- 1868 - James Mott, mercante statunitense (n. 1788)
- 1870 - Achille Léonce Victor Charles, duca de Broglie, nobile, politico e diplomatico francese (n. 1785)
- 1870 - Cesare Pugni, compositore italiano (n. 1802)
- 1872 - Carlo d'Arco, storico dell'arte, pittore e storico italiano (n. 1799)
- 1872 - Giuseppe Govone, generale, politico e agente segreto italiano (n. 1825)
- 1872 - Nikolaj Alekseevič Miljutin, politico russo (n. 1818)
- 1873 - Amelia di Leuchtenberg, duchessa (n. 1812)
- 1873 - Michail Fëdorovič Golicyn, ufficiale russo (n. 1800)
- 1874 - Félix Édouard Guérin-Méneville, biologo e entomologo francese (n. 1799)
- 1874 - Giuseppe Rovani, scrittore e giornalista italiano (n. 1818)
- 1875 - Luigi Lavizzari, naturalista, geologo e politico svizzero (n. 1814)
- 1876 - Frédérick Lemaître, attore teatrale francese (n. 1800)
- 1877 - Romualdo Trigona, principe di Sant'Elia, nobile e politico italiano (n. 1809)
- 1878 - Ernst Heinrich Weber, fisiologo e anatomista tedesco (n. 1795)
- 1879 - Julia Margaret Cameron, fotografa inglese (n. 1815)
- 1879 - Lydia Folger Fowler, medico, attivista e scienziata statunitense (n. 1823)
- 1879 - Giovanni Pandiani, scultore italiano (n. 1809)
- 1881 - Joseph-Agricola Chenal, politico francese (n. 1794)
- 1884 - Louis Gautier, politico francese (n. 1810)
- 1884 - John Letcher, politico statunitense (n. 1813)
- 1884 - Giuseppe Rillosi, pittore italiano (n. 1811)
- 1884 - Pavlo Čubynskyj, etnografo e poeta ucraino (n. 1839)
- 1885 - Edward Davy, fisico, scienziato e inventore inglese (n. 1806)
- 1885 - Paolo II Demidoff, nobile e imprenditore russo (n. 1839)
- 1885 - Charles George Gordon, generale britannico (n. 1833)
- 1886 - David Rice Atchison, politico statunitense (n. 1807)
- 1887 - Tommaso De Cristoforis, militare italiano (n. 1841)
- 1887 - Otto Gottlieb Mohnike, medico e naturalista tedesco (n. 1814)
- 1891 - Rita Gabussi, cantante lirica italiana
- 1891 - Nikolaus August Otto, ingegnere tedesco (n. 1832)
- 1892 - Ludovica di Baviera, principessa tedesca (n. 1808)
- 1892 - Wesley Newcomb, medico statunitense (n. 1818)
- 1892 - Eduard de Stoeckl, diplomatico russo (n. 1804)
- 1893 - Abner Doubleday, generale statunitense (n. 1819)
- 1894 - Ilario Alibrandi, giurista italiano (n. 1823)
- 1895 - Arthur Cayley, matematico inglese (n. 1821)
- 1895 - Nikolaj Karlovič Girs, politico russo (n. 1820)
- 1896 - James Edwin Campbell, poeta, editore e saggista statunitense (n. 1867)
- 1899 - Augustus Hill Garland, politico statunitense (n. 1832)
- 1899 - Adolphe d'Ennery, scrittore, drammaturgo e librettista francese (n. 1811)
- 1900 - Agnes Börjesson, pittrice svedese (n. 1827)
- 1900 - Édouard Riou, pittore e illustratore francese (n. 1833)

## XX secolo(251)
- 1902 - Nil Filatov, medico russo (n. 1847)
- 1902 - Marcello Basilio Mallarini, pittore e scultore italiano (n. 1846)
- 1903 - Augusto Napoleone Berlese, botanico e micologo italiano (n. 1864)
- 1904 - Giovanni Belli, ingegnere e politico italiano (n. 1812)
- 1906 - Bruno di Ysenburg e Büdingen, principe tedesco (n. 1837)
- 1912 - Cesare Pollini, pianista e compositore italiano (n. 1858)
- 1913 - Emilio Tiraboschi, medico italiano (n. 1862)
- 1914 - José Gabriel del Rosario Brochero, presbitero argentino (n. 1840)
- 1914 - Matthew Makil, vescovo cattolico indiano (n. 1851)
- 1914 - Ottavio Morisani, ginecologo e politico italiano (n. 1835)
- 1914 - Jane Morris, modella britannica (n. 1839)
- 1915 - Ak'ak'i Tsereteli, poeta e scrittore georgiano (n. 1840)
- 1916 - Camillo Finocchiaro Aprile, politico e giurista italiano (n. 1851)
- 1918 - Giuseppe Crivelli Serbelloni, politico e nobile italiano (n. 1862)
- 1918 - Richard Cutts Fairfield, militare statunitense (n. 1899)
- 1918 - Ludwig Edinger, anatomista e neurologo tedesco (n. 1855)
- 1918 - Jules Lachelier, filosofo francese (n. 1832)
- 1918 - Franklin Ritchie, attore statunitense (n. 1865)
- 1918 - Nikolaj Konstantinovič Romanov, nobile russo (n. 1850)
- 1919 - Michele Cortegiani, pittore italiano (n. 1857)
- 1919 - Martin Kollár, presbitero, giornalista e politico slovacco (n. 1853)
- 1919 - Umberto Moggioli, pittore italiano (n. 1886)
- 1920 - Jeanne Hébuterne, pittrice francese (n. 1898)
- 1920 - Angelo Michele Iannacchino, vescovo cattolico italiano (n. 1839)
- 1920 - Vladimir Oskarovič Kappel', generale russo (n. 1883)
- 1920 - Antonio Piccinni, pittore e incisore italiano (n. 1846)
- 1920 - Aleksandr Fëdorovič Roediger, generale e politico russo (n. 1854)
- 1921 - Théophile Wahis, militare belga (n. 1844)
- 1922 - Alfred Gercke, filologo classico tedesco (n. 1860)
- 1923 - Francesco Galdo, politico e avvocato italiano (n. 1858)
- 1923 - Ettore Levi Della Vida, banchiere, imprenditore e dirigente d'azienda italiano (n. 1852)
- 1924 - Rocco Carabba, tipografo e editore italiano (n. 1854)
- 1925 - Claud Hamilton, politico britannico (n. 1843)
- 1925 - Louis Havet, filologo francese (n. 1849)
- 1925 - James Mackenzie, fisiologo e cardiologo scozzese (n. 1853)
- 1925 - Jean Léo Testut, medico e anatomista francese (n. 1849)
- 1926 - Carlos Schwabe, pittore e incisore tedesco (n. 1866)
- 1927 - Ezio Reisoli, generale italiano (n. 1856)
- 1928 - William Lloyd, attore inglese (n. 1851)
- 1928 - Earl Metcalfe, attore e regista statunitense (n. 1889)
- 1928 - Guido Nardini, militare e aviatore italiano (n. 1881)
- 1928 - Paul Stupar, ammiraglio austro-ungarico (n. 1866)
- 1929 - Elizabeth Caland, pianista tedesca (n. 1862)
- 1931 - Carl Bildt, nobile, diplomatico e storico svedese (n. 1850)
- 1932 - Edward Stinson, aviatore statunitense (n. 1893)
- 1933 - Alva Belmont, socialite statunitense (n. 1853)
- 1933 - Elizabeth Christitch, giornalista, scrittrice e poetessa irlandese (n. 1861)
- 1934 - Luigi Schiaparelli, storico, paleografo e diplomatista italiano (n. 1871)
- 1935 - Robert Coontz, ammiraglio statunitense (n. 1864)
- 1935 - Jay Gould II, giocatore di pallacorda statunitense (n. 1888)
- 1936 - George Woodward Wickersham, politico statunitense (n. 1858)
- 1938 - Anton Czerwinski, presbitero polacco (n. 1881)
- 1938 - Zitkála-Šá, scrittrice, attivista e musicista nativa americana (n. 1876)
- 1939 - Matilde Montoya, medico messicano (n. 1859)
- 1941 - Rodolfo Bettazzi, matematico italiano (n. 1861)
- 1941 - Michele Cannavò, scultore italiano (n. 1864)
- 1941 - Archie Lockhart, giocatore di curling canadese (n. 1875)
- 1942 - Felix Hausdorff, matematico tedesco (n. 1868)
- 1942 - Edward Lyttelton, calciatore inglese (n. 1855)
- 1943 - Raoul Achilli, militare italiano (n. 1921)
- 1943 - Luigi Albera, militare italiano (n. 1910)
- 1943 - Franco Briolini, militare italiano (n. 1908)
- 1943 - Luciano Capitò, militare italiano (n. 1899)
- 1943 - Alessandro Frugoni, militare italiano (n. 1910)
- 1943 - Michał Kozal, vescovo cattolico polacco (n. 1893)
- 1943 - Leonida Magnolini, militare italiano (n. 1913)
- 1943 - Giulio Martinat, generale italiano (n. 1891)
- 1943 - Giuseppe Mendozza, militare italiano (n. 1916)
- 1943 - Lorenzo Nicola, militare italiano (n. 1917)
- 1943 - Giuseppe Perego, militare italiano (n. 1920)
- 1943 - Giovanni Piatti, militare italiano (n. 1910)
- 1943 - Giuliano Slataper, militare italiano (n. 1922)
- 1943 - Giovanni Soncelli, militare italiano (n. 1915)
- 1943 - Nikolaj Ivanovič Vavilov, agronomo, botanico e genetista russo (n. 1887)
- 1944 - Eugenio Facchini, politico italiano (n. 1912)
- 1944 - John Bretland Farmer, botanico britannico (n. 1865)
- 1944 - Akseli Roine, ginnasta finlandese (n. 1896)
- 1945 - Domenico Bondi, carabiniere e partigiano italiano (n. 1908)
- 1945 - Alfredo Carpaneto, militare austriaco (n. 1915)
- 1945 - Ma Lin, generale e politico cinese (n. 1873)
- 1945 - Yvor Winters, poeta e critico letterario statunitense (n. 1900)
- 1946 - Adriaan van Maanen, astronomo olandese (n. 1884)
- 1946 - René-Xavier Prinet, pittore francese (n. 1861)
- 1947 - William Ashurst, calciatore inglese (n. 1894)
- 1947 - Luigi Bonelli, arabista, iranista e turcologo italiano (n. 1865)
- 1947 - Grace Moore, soprano e attrice statunitense (n. 1898)
- 1947 - Gerda Neumann, attrice danese (n. 1915)
- 1947 - Gustavo Adolfo di Svezia, principe svedese (n. 1906)
- 1948 - Georg Bruchmüller, generale tedesco (n. 1863)
- 1948 - Theodore Dru Alison Cockerell, zoologo e entomologo inglese (n. 1866)
- 1948 - Ignaz Friedman, pianista e compositore polacco (n. 1882)
- 1948 - Kâzım Karabekir, generale e politico turco (n. 1882)
- 1949 - Ronald William Graham, diplomatico inglese (n. 1870)
- 1949 - Ernesto Puxeddu, chimico italiano (n. 1876)
- 1950 - Ettorina Mazzucchelli, ballerina e coreografa italiana (n. 1893)
- 1951 - Henri Bard, calciatore francese (n. 1892)
- 1951 - Alfred Gindrat, calciatore francese (n. 1883)
- 1951 - Giuseppe Roda, architetto italiano (n. 1866)
- 1951 - Ulderico Tegani, giornalista, scrittore e romanziere italiano (n. 1877)
- 1952 - Horloogijn Čojbalsan, politico e generale mongolo (n. 1895)
- 1952 - Natal'ja Sergeevna Šeremetevskaja, nobildonna russa (n. 1880)
- 1953 - Martinus Nijhoff, scrittore e poeta olandese (n. 1894)
- 1953 - Ermanno Silvano, arbitro di calcio italiano (n. 1906)
- 1954 - Carl Eldh, artista e scultore svedese (n. 1873)
- 1955 - William Jackson, giocatore di curling britannico (n. 1871)
- 1955 - Holger Nielsen, schermidore, tiratore a segno e discobolo danese (n. 1866)
- 1956 - Eraldo Giunchi, attore italiano (n. 1906)
- 1957 - Alfonso Bartoli, archeologo e politico italiano (n. 1874)
- 1957 - Alessandro Beltrame, calciatore italiano (n. 1902)
- 1957 - Helene Costello, attrice statunitense (n. 1906)
- 1957 - William Eythe, attore statunitense (n. 1918)
- 1957 - José Linhares, magistrato e politico brasiliano (n. 1886)
- 1957 - Bruno Parisi, zoologo italiano (n. 1884)
- 1957 - Jean Thorailler, nuotatore e pallanuotista francese (n. 1888)
- 1958 - Gennaro Pasquariello, cantautore e attore teatrale italiano (n. 1869)
- 1959 - Achille Barbaro, scultore italiano (n. 1910)
- 1959 - Albert Bollmann, calciatore tedesco (n. 1889)
- 1959 - Bruno Gröning, mistico tedesco (n. 1906)
- 1960 - Sirio Giannini, scrittore italiano (n. 1925)
- 1960 - Willy Krauss, calciatore tedesco (n. 1886)
- 1960 - Earle S. MacPherson, ingegnere statunitense (n. 1891)
- 1960 - Karel Steffl, calciatore cecoslovacco (n. 1903)
- 1960 - Riley Thomson, animatore e fumettista statunitense (n. 1912)
- 1962 - Luigi Cimara, attore italiano (n. 1891)
- 1962 - Lucky Luciano, mafioso italiano (n. 1897)
- 1963 - John Farrow, regista e sceneggiatore australiano (n. 1904)
- 1963 - Francisco Fedullo, calciatore uruguaiano (n. 1905)
- 1963 - Maurice Hankey, I barone Hankey, ufficiale inglese (n. 1877)
- 1963 - Pietro Gerardo Jansen, navigatore e scrittore italiano (n. 1893)
- 1963 - Ole Olsen, attore e comico statunitense (n. 1892)
- 1964 - Harold Mattingly, storico e numismatico britannico (n. 1884)
- 1965 - Jean Calvet, presbitero e teologo francese (n. 1874)
- 1965 - Umberto Ravetta, vescovo cattolico e direttore di coro italiano (n. 1884)
- 1966 - Benedetto De Beni, ingegnere italiano (n. 1903)
- 1966 - Nikolaj Mordvinov, attore sovietico (n. 1901)
- 1966 - James Thompson, nuotatore scozzese (n. 1906)
- 1967 - Alick Isaacs, virologo e medico britannico (n. 1921)
- 1967 - Paul Martin, regista e sceneggiatore ungherese (n. 1899)
- 1967 - Albert Rémy, attore francese (n. 1915)
- 1968 - Monsieur Chouchani, rabbino e filosofo francese (n. 1895)
- 1968 - Miguel Ligero Rodríguez, attore spagnolo (n. 1890)
- 1968 - Enrico Mazzolani, scultore italiano (n. 1876)
- 1968 - Paul Pascal, chimico francese (n. 1880)
- 1969 - Bruno Barosi, cuoco italiano (n. 1893)
- 1969 - Elena Sangro, attrice italiana (n. 1897)
- 1970 - Caresse Crosby, editrice, attivista e scrittrice statunitense (n. 1891)
- 1970 - Fredrik Vogt, ingegnere norvegese (n. 1892)
- 1971 - Luigi Bruno, imprenditore italiano (n. 1896)
- 1971 - Umberto Klinger, aviatore, politico e imprenditore italiano (n. 1900)
- 1971 - Arturo Presselli, calciatore italiano (n. 1919)
- 1971 - Augusts Skiltriters, calciatore lettone (n. 1900)
- 1972 - Gualtiero Benardelli, ufficiale, esploratore e diplomatico italiano (n. 1904)
- 1972 - Santino Caramella, filosofo e storico della filosofia italiano (n. 1902)
- 1972 - Esther Carena, attrice e costumista tedesca (n. 1898)
- 1973 - Aldo Arzilli, politico italiano (n. 1912)
- 1973 - Phin Choonhavan, generale e politico thailandese (n. 1891)
- 1973 - Edward G. Robinson, attore rumeno (n. 1893)
- 1974 - Julius Patzak, tenore austriaco (n. 1898)
- 1974 - Ivan Pryvalov, calciatore sovietico (n. 1902)
- 1975 - Placido Gaslini, tennista italiano (n. 1906)
- 1975 - Fausto Ghisalberti, critico letterario, filologo e medievista italiano (n. 1892)
- 1975 - Josef Andreas Jungmann, gesuita e teologo austriaco (n. 1889)
- 1975 - José Antonio Mora, avvocato e diplomatico uruguaiano (n. 1897)
- 1975 - Friedrich-Wilhelm Neumann, generale tedesco (n. 1889)
- 1975 - Ljubov' Petrovna Orlova, attrice, cantante e musicista sovietica (n. 1902)
- 1975 - Toti Dal Monte, soprano e attrice italiana (n. 1893)
- 1976 - Gabriele Allegra, presbitero, francescano e biblista italiano (n. 1907)
- 1977 - Filopimin Finos, produttore cinematografico greco (n. 1908)
- 1977 - Margaret Hayes, attrice statunitense (n. 1913)
- 1977 - Dietrich von Hildebrand, teologo e filosofo tedesco (n. 1889)
- 1978 - Gabriel Audisio, scrittore e poeta francese (n. 1900)
- 1978 - Leo Genn, attore britannico (n. 1905)
- 1978 - Francesco Mimbelli, ammiraglio italiano (n. 1903)
- 1979 - Mario Francese, giornalista italiano (n. 1925)
- 1979 - Bart McGhee, calciatore statunitense (n. 1899)
- 1979 - Luis Ribera, pentatleta argentino (n. 1929)
- 1979 - Nelson Rockefeller, politico statunitense (n. 1908)
- 1980 - Justas Paleckis, politico lituano (n. 1899)
- 1980 - Massimo Scaligero, giornalista e esoterista italiano (n. 1906)
- 1981 - Juan Sires, regista argentino (n. 1906)
- 1983 - Bear Bryant, allenatore di football americano statunitense (n. 1913)
- 1983 - Werner Düttmann, architetto, urbanista e pittore tedesco (n. 1921)
- 1983 - Jan Gawronski, diplomatico e scrittore polacco (n. 1892)
- 1983 - Del Rice, giocatore di baseball e cestista statunitense (n. 1922)
- 1983 - Leopoldo Valentini, attore italiano (n. 1912)
- 1984 - Alberto Menarini, linguista italiano (n. 1904)
- 1985 - Kenny Clarke, batterista statunitense (n. 1914)
- 1985 - Waldemar Obrębski, allenatore di calcio e calciatore polacco (n. 1944)
- 1985 - Mario Petri, basso-baritono e attore italiano (n. 1922)
- 1986 - Bernard Lorjou, pittore e scultore francese (n. 1908)
- 1986 - Julien Médécin, architetto monegasco (n. 1894)
- 1987 - Charles Wolcott, compositore statunitense (n. 1906)
- 1988 - Nemesio Orsatti, pittore, incisore e scultore italiano (n. 1912)
- 1988 - Vladimīros Vallas, cestista, allenatore di pallacanestro e dirigente sportivo greco (n. 1912)
- 1988 - Raymond Williams, scrittore e sociologo gallese (n. 1921)
- 1988 - Freddie Wolff, velocista britannico (n. 1910)
- 1989 - William Forrest, attore statunitense (n. 1902)
- 1989 - Diana Pizzavini, ginnasta italiana (n. 1911)
- 1989 - George Schroth, pallanuotista statunitense (n. 1899)
- 1989 - Sava Sekulić, pittore serbo (n. 1902)
- 1990 - Hal Draper, attivista e scrittore statunitense (n. 1914)
- 1990 - Bob Gerard, pilota automobilistico britannico (n. 1914)
- 1990 - Lewis Mumford, urbanista e sociologo statunitense (n. 1895)
- 1990 - Geneviève Prigent, ambientalista francese (n. 1919)
- 1990 - Toninho Guerreiro, calciatore brasiliano (n. 1942)
- 1991 - Wilbur Fox, cestista statunitense (n. 1919)
- 1991 - Desmond Koch, discobolo statunitense (n. 1932)
- 1991 - Glenn Langan, attore statunitense (n. 1917)
- 1991 - Karen Young, cantante statunitense (n. 1951)
- 1992 - José Ferrer, attore e regista portoricano (n. 1912)
- 1992 - Hans Schulze, pallanuotista tedesco (n. 1911)
- 1993 - Erminio Bolzan, pugile italiano (n. 1914)
- 1993 - Kenneth Gaburo, compositore statunitense (n. 1926)
- 1993 - Jan Gies, olandese (n. 1905)
- 1993 - Robert Jacobsen, scultore e pittore danese (n. 1912)
- 1993 - Jeanne Sauvé, giornalista e politica canadese (n. 1922)
- 1993 - Paddy Sloan, calciatore e allenatore di calcio irlandese (n. 1920)
- 1994 - Robert Carnegie, XIII conte di Northesk, nobile scozzese (n. 1926)
- 1994 - Graziano e Claudio Cicogna, fumettista italiano (n. 1936)
- 1994 - Serafino Murru, cantante italiano (n. 1932)
- 1994 - Domenico Rea, scrittore e giornalista italiano (n. 1921)
- 1995 - Deo Baldi, calciatore italiano (n. 1911)
- 1995 - Guido Bernardi, politico italiano (n. 1923)
- 1995 - Marcel Bidot, ciclista su strada francese (n. 1902)
- 1995 - Vic Buckingham, calciatore e allenatore di calcio inglese (n. 1915)
- 1995 - Ugo Celada da Virgilio, pittore italiano (n. 1895)
- 1995 - Bernardo Leighton, politico cileno (n. 1909)
- 1995 - Geoffrey Parsons, pianista australiano (n. 1929)
- 1995 - Pat Welsh, attrice statunitense (n. 1915)
- 1996 - Cyrus Atabay, poeta e traduttore iraniano (n. 1929)
- 1996 - Harold Brodkey, scrittore e giornalista statunitense (n. 1930)
- 1996 - Giorgio Alessandro di Meclemburgo, duca (n. 1921)
- 1996 - Charles Jewtraw, pattinatore di velocità su ghiaccio statunitense (n. 1900)
- 1996 - Henry Lewis, contrabbassista e direttore d'orchestra statunitense (n. 1932)
- 1996 - Vincenzo Licata, poeta italiano (n. 1906)
- 1996 - Ettore Maragnoli, mafioso italiano (n. 1944)
- 1996 - Dave Schultz, lottatore statunitense (n. 1959)
- 1997 - Gian Luigi Centemeri, compositore e organista italiano (n. 1903)
- 1997 - Shûhei Fujisawa, scrittore giapponese (n. 1927)
- 1997 - Roberto Queralt, nuotatore e pallanuotista spagnolo (n. 1931)
- 1998 - Francesco Fedeli, pittore italiano (n. 1911)
- 1998 - Piero Leonardi, geologo e paleontologo italiano (n. 1908)
- 1998 - Lee Moses, cantautore, chitarrista e polistrumentista statunitense (n. 1941)
- 1998 - Mario Schifano, pittore e regista italiano (n. 1934)
- 1998 - Shinichi Suzuki, musicista, filosofo e educatore giapponese (n. 1898)
- 2000 - Don Budge, tennista e allenatore di tennis statunitense (n. 1915)
- 2000 - Liane Hielscher, attrice tedesca (n. 1935)
- 2000 - Jean-Claude Izzo, scrittore, poeta e giornalista francese (n. 1945)
- 2000 - Giuseppe La Grutta, fisiologo e medico italiano (n. 1927)
- 2000 - Adib Taherzadeh, personalità religiosa iraniano (n. 1921)
- 2000 - A. E. van Vogt, scrittore di fantascienza canadese (n. 1912)

## XXI secolo(128)
- 2001 - Murray Edelman, politologo statunitense (n. 1919)
- 2001 - Al McGuire, cestista e allenatore di pallacanestro statunitense (n. 1928)
- 2001 - Fanula Papazoglu, storica serba (n. 1917)
- 2002 - Enrico Buondonno, compositore e organista italiano (n. 1912)
- 2002 - Francisco Cabañas, pugile messicano (n. 1912)
- 2002 - Milt Ticco, cestista e giocatore di baseball statunitense (n. 1922)
- 2003 - John Browning, pianista statunitense (n. 1933)
- 2003 - Valerij Brumel', altista sovietico (n. 1942)
- 2003 - Don Lurio, ballerino, coreografo e cantante statunitense (n. 1929)
- 2003 - Annemarie Schimmel, orientalista e storica delle religioni tedesca (n. 1922)
- 2003 - Hugh Trevor-Roper, storico e pubblicista inglese (n. 1914)
- 2003 - George Younger, IV visconte Younger di Leckie, politico e banchiere scozzese (n. 1931)
- 2004 - Stanley Nantais, cestista e allenatore di pallacanestro canadese (n. 1913)
- 2005 - Rudi Falkenhagen, attore olandese (n. 1933)
- 2005 - Jackie Henderson, calciatore scozzese (n. 1932)
- 2005 - Inge Pohmann, tennista tedesca
- 2006 - Len Carlson, doppiatore canadese (n. 1936)
- 2006 - Jean-Christophe Lafaille, alpinista francese (n. 1965)
- 2006 - Basso Sciarretta, artista, scultore e pittore italiano (n. 1921)
- 2006 - Baselios Mar Thoma Mathews II, vescovo cristiano orientale indiano (n. 1915)
- 2007 - Krystyna Feldman, attrice polacca (n. 1916)
- 2007 - Jean Ichbiah, informatico francese (n. 1940)
- 2007 - Emanuele Luzzati, scenografo, animatore e illustratore italiano (n. 1921)
- 2007 - Glen Tetley, danzatore e coreografo statunitense (n. 1926)
- 2007 - Hans Wegner, designer danese (n. 1914)
- 2007 - Gump Worsley, hockeista su ghiaccio canadese (n. 1929)
- 2008 - Christian Brando, attore e criminale statunitense (n. 1958)
- 2008 - Celestino Celio, calciatore e allenatore di calcio italiano (n. 1925)
- 2008 - George Habash, politico palestinese (n. 1926)
- 2008 - Grace Hoffman, mezzosoprano statunitense (n. 1921)
- 2008 - Italo Martinenghi, regista, produttore cinematografico e sceneggiatore italiano (n. 1930)
- 2009 - Giorgio Da Costa, allenatore di calcio e calciatore italiano (n. 1920)
- 2009 - John Isaacs, cestista statunitense (n. 1915)
- 2009 - Ivan Jensen, calciatore danese (n. 1922)
- 2009 - Darrell Sandeen, attore statunitense (n. 1930)
- 2010 - Boa Senior, indiana
- 2010 - Geoffrey Burbidge, fisico britannico (n. 1925)
- 2010 - John Dirks, fumettista e scultore statunitense (n. 1917)
- 2010 - Leonid Saar, cestista estone (n. 1913)
- 2011 - John Herbert, attore, regista e produttore cinematografico brasiliano (n. 1929)
- 2011 - David Kato, attivista ugandese (n. 1964)
- 2011 - María Mercader, attrice spagnola (n. 1918)
- 2011 - Mario Scaccia, attore, regista teatrale e conduttore radiofonico italiano (n. 1919)
- 2011 - Tore Sjöstrand, siepista svedese (n. 1921)
- 2011 - Pietro Zampetti, storico dell'arte e critico d'arte italiano (n. 1913)
- 2012 - Ian Abercrombie, attore britannico (n. 1934)
- 2012 - Dimitra Arliss, attrice statunitense (n. 1932)
- 2012 - Severino Fallucchi, ammiraglio e politico italiano (n. 1923)
- 2012 - Clare Fischer, pianista, compositore e arrangiatore statunitense (n. 1928)
- 2012 - Giovanna Giaconia, attivista italiana (n. 1922)
- 2012 - Salvo Mastellone, storico italiano (n. 1920)
- 2012 - Roberto Mieres, pilota automobilistico argentino (n. 1924)
- 2012 - Franco Pacini, astrofisico italiano (n. 1939)
- 2013 - Lorenzo Cantarello, canoista e dirigente sportivo italiano (n. 1932)
- 2013 - Ettore Capriolo, traduttore e drammaturgo italiano (n. 1926)
- 2013 - Stefan Kudelski, ingegnere polacco (n. 1929)
- 2013 - Irmo Sassone, politico italiano (n. 1927)
- 2013 - Elias Shoufani, storico e attivista palestinese (n. 1932)
- 2014 - Mike Flanagan, militare irlandese (n. 1926)
- 2014 - Tom Gola, cestista e allenatore di pallacanestro statunitense (n. 1933)
- 2014 - Alberto Lattuada, disegnatore italiano (n. 1926)
- 2014 - Margery Mason, attrice e regista britannica (n. 1913)
- 2014 - José Emilio Pacheco, poeta, scrittore e traduttore messicano (n. 1939)
- 2014 - Giovanni Rapetti, poeta italiano (n. 1922)
- 2015 - Eileen Kaufman, scrittrice e giornalista statunitense (n. 1922)
- 2015 - Lucjan Lis, ciclista su strada polacco (n. 1950)
- 2015 - Valerij Miloserdov, cestista sovietico (n. 1951)
- 2015 - Karl-Heinz Narjes, politico e funzionario tedesco (n. 1924)
- 2016 - Gianfranco Bruno, storico dell'arte, critico d'arte e pittore italiano (n. 1937)
- 2016 - Jan Czepułkowski, sollevatore polacco (n. 1930)
- 2016 - Ray Pointer, calciatore inglese (n. 1936)
- 2016 - Claudio Valdagni, oncologo e radiologo italiano (n. 1919)
- 2016 - Black, cantante britannico (n. 1962)
- 2016 - Abe Vigoda, attore statunitense (n. 1921)
- 2017 - Anne-Marie Colchen, altista e cestista francese (n. 1925)
- 2017 - Mike Connors, attore statunitense (n. 1925)
- 2017 - Lindy Delapenha, calciatore giamaicano (n. 1927)
- 2017 - Barbara Hale, attrice statunitense (n. 1922)
- 2017 - Alan King, sassofonista, flautista e attore britannico (n. 1940)
- 2017 - Mario Quintero, cestista e allenatore di pallacanestro cubano (n. 1924)
- 2017 - Miikka Toivola, allenatore di calcio e calciatore finlandese (n. 1949)
- 2017 - Michael Tönnies, calciatore tedesco (n. 1959)
- 2018 - Solange Berry, cantante belga (n. 1932)
- 2018 - Elizabeth Hawley, giornalista e scrittrice statunitense (n. 1923)
- 2018 - Hiromu Nonaka, politico giapponese (n. 1925)
- 2019 - Bruno Amaducci, direttore d'orchestra e musicista svizzero (n. 1925)
- 2019 - Boško Đokić, allenatore di pallacanestro e giornalista serbo (n. 1953)
- 2019 - Giovannino Fiori, politico italiano (n. 1924)
- 2019 - Franco Ghiadoni, calciatore e allenatore di calcio italiano (n. 1933)
- 2019 - Jean Guillou, organista, pianista e compositore francese (n. 1930)
- 2019 - Henrik Jørgensen, maratoneta danese (n. 1961)
- 2019 - Michel Legrand, compositore, pianista e arrangiatore francese (n. 1932)
- 2019 - Wilma Lipp, soprano austriaco (n. 1925)
- 2019 - Mulamba Ndaye, calciatore della Repubblica Democratica del Congo (n. 1948)
- 2019 - Giuseppe Zamberletti, politico italiano (n. 1933)
- 2019 - Vittorio Zanetti, calciatore e allenatore di calcio italiano (n. 1943)
- 2020 - Kobe Bryant, cestista statunitense (n. 1978)
- 2020 - Nedo Canetti, politico italiano (n. 1929)
- 2020 - Tiziana Soudani, produttrice cinematografica svizzera (n. 1956)
- 2020 - Dorival Carlos Esteves, calciatore brasiliano (n. 1947)
- 2020 - Giovanni Filocamo, scrittore, fisico e divulgatore scientifico italiano (n. 1978)
- 2020 - Louis Nirenberg, matematico canadese (n. 1925)
- 2021 - Winfried Bölke, ciclista su strada, pistard e ciclocrossista tedesco (n. 1941)
- 2021 - Margitta Gummel, pesista tedesca (n. 1941)
- 2021 - Rachele La Rotonda Compagnone, pittrice, scrittrice e poetessa italiana (n. 1934)
- 2021 - John Mortimore, calciatore e allenatore di calcio inglese (n. 1934)
- 2021 - Lars Norén, poeta, romanziere e drammaturgo svedese (n. 1944)
- 2021 - Ermila Popova, cestista bulgara (n. 1937)
- 2021 - Carlos Holmes Trujillo, politico e diplomatico colombiano (n. 1951)
- 2021 - Jozef Vengloš, calciatore e allenatore di calcio cecoslovacco (n. 1936)
- 2021 - Osamu Yamaji, calciatore giapponese (n. 1929)
- 2022 - Philippe Contamine, medievista francese (n. 1932)
- 2022 - Ludwig Müller, siepista e mezzofondista tedesco (n. 1932)
- 2022 - Antonio Puddu, scrittore italiano (n. 1933)
- 2022 - Jeremiah Stamler, cardiologo, epidemiologo e attivista statunitense (n. 1919)
- 2023 - Fiona Graham, antropologa australiana (n. 1961)
- 2023 - Nicholas Kepros, attore statunitense (n. 1932)
- 2023 - Attilio Labis, ballerino francese (n. 1936)
- 2023 - Sal Mistretta, attore statunitense (n. 1945)
- 2023 - Bice Mortara Garavelli, grammatica e linguista italiana (n. 1931)
- 2023 - Edgar Schein, psicologo statunitense (n. 1928)
- 2024 - Emanuele Catarinicchia, vescovo cattolico italiano (n. 1926)
- 2024 - Giuliano Gori, collezionista d'arte e imprenditore italiano (n. 1930)
- 2024 - Shigeichi Negishi, inventore e imprenditore giapponese (n. 1923)
- 2024 - Goran Petrović, scrittore serbo (n. 1961)
- 2025 - Kazuyoshi Akiyama, direttore d'orchestra giapponese (n. 1941)
- 2025 - Moses Effiong, calciatore nigeriano (n. 1959)
- 2025 - Gary Phillips, cestista statunitense (n. 1939)